# Wielopole (Tarnobrzeg)
Wielopole – administracyjne osiedle Tarnobrzega położone w centralnej części miasta. Granice osiedla wyznaczają ulice: Wisłostrada, Mickiewicza, Piłsudskiego, Sikorskiego.
Osiedle graniczy z Przywiślem, Siarkowcem, Starym Miastem, Miechocinem.
Na terenie Wielopola znajduje się cmentarz wojskowy z 1915 r.